# 切特拉罗
切特拉罗（義大利語：Cetraro），是意大利科森扎省的一个市镇。总面积65.67平方公里，人口10144人，人口密度154.5人/平方公里（2009年）。ISTAT代码为078040。